# Mateo Levy
Mateo Levy Mendaña (ur. 22 października 2006 w Buenos Aires) – meksykański piłkarz pochodzenia argentyńskiego występujący na pozycji napastnika, od 2024 roku zawodnik Cruz Azul.
W wieku jedenastu lat razem z rodziną przeprowadził się z Argentyny do Meksyku, a w 2021 roku otrzymał meksykańskie obywatelstwo.